# 李喆 (围棋棋手)
李喆（1989年1月31日—），常被误写成李哲，湖北武汉人，中国围棋职业棋手。他2000年入段， 2007年升为六段。在中国围棋甲级联赛中多次取得佳绩，并两次进入世界大赛四强。李喆的师傅是阮云生七段。
李喆的父亲李德威是中国地质大学博士生导师，母亲夏芳是武汉大学副教授。李喆曾经就读于华中师大一附中，2017年毕业于北京大学哲学系。

## 国内比赛成绩
2003年代表家乡武汉队征战全国围棋甲级联赛，最后一轮带病力挽狂澜助武汉队成功保级。
2004年获全国围棋个人赛亚军。
2006年获新人王战冠军。
2007年围甲联赛主将七连胜（战胜了包括李世石、古力、罗洗河、謝赫等在内的顶级高手），助武汉队取得历史最佳成绩。等级分进入前十。
2008年获招商银行杯亚军。
2009年围甲联赛主将最多胜局（主将14胜8负）。
2010年商借至贵州百灵队，围甲联赛MVP（最有价值棋手），同时胜率、多胜、主将均为第一（主将17胜5负）。名人战挑战者决定战1比2憾负于江维杰。
2011年中国围棋龙星战冠军。理光杯亚军。名人战再次闯入挑战者决定战，1比2负于孔杰。

## 国际比赛成绩
2003年进入第8届三星保險杯本赛（创当时世界赛最小年龄纪录）。
2005年第10届三星杯本赛。
2008年第13届三星杯八强，第20届亚洲杯电视快棋赛八强。在第一届世界智力运动会围棋男子个人比赛中获得铜牌（本届中国棋手最好成绩）。
2011年第16届三星杯本赛32强所在小组被称为死亡之组,与朴廷桓、朴文垚、陈耀烨一组，获小组第一顺利出线，十六强战负于金志锡。在韩国江原道举行的中日韩台新锐对抗赛中，作为中国队主将取得三连胜，最后一轮战胜朴廷桓助中国队最终惊险夺冠。等级分进入前三。
2013年LG杯世界棋王战四强，预选赛起七连胜，半决赛遭逆转惜败于柁嘉熹。龙星战决赛1比2负于古力，居亚军。
2016年第1届新奥杯预选赛连胜洪基杓、陈昱森、丁浩进入本赛。在本赛中又连胜黄静远、李康、陈耀烨和檀啸，职业生涯中第二次进入世界大赛四强。半决赛0比2负于柯洁。

## 其它活动
2008年5月作为奥运火炬手在武汉传递火炬。
自2010年起长期在围棋天地杂志开设专栏。
2012年与国象侯逸凡、丁立人、象棋唐丹一同特招进入北京大学，就读于哲学系。